# Braganza (företag)

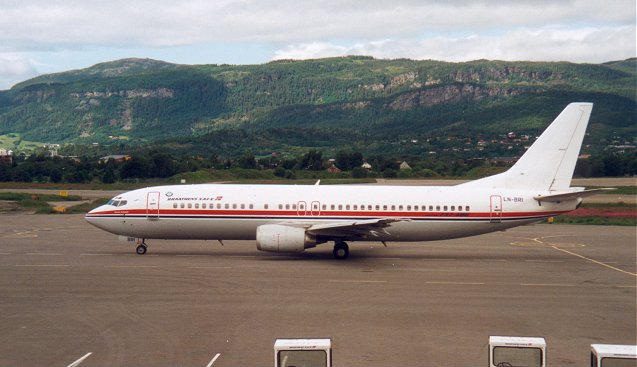
En Boeing 737 tillhörande Braathens SAFE 1999, ett flygbolag som då ägdes av Braganza.

Braganza är ett svenskt holdingbolag med säte i Stockholm. Bolagets huvudägare är Per G. Braathen, som tidigare ägde flygbolaget Braathens S.A.F.E.

## Historik
Braganza bildades 1938 som ett norskt holdingföretag och var då en del av den rederirörelse som bedrevs under namnet Ludv.G. Braathens Rederi. Braathens grundade flygbolaget Braathens S.A.F.E. 1946. Familjen organiserade ägandet via bolaget Braganza. Utöver ägandet i flygbolaget bedrevs aktieförvaltning. Utöver det norgebaserade Braathens S.A.F.E. förvärvades de svenska flygbolagen Malmö Aviation och Transwede. Braathens S.A.F.E. börsnoterades, varvid en ägarspridning skedde. En större post kontrollerades även av flygbolaget KLM. År 2001 förvärvades Braathens av SAS. 
Efter försäljningen av flygbolaget Braathens S.A.F.E. har ett antal andra investeringar gjorts, i allmänhet med koppling till resor. Braganza äger således det svenska flygbolaget Braathens Regional Airlines.

## Nuvarande och tidigare innehav i urval
- Braathens Regional Airlines
- Sverigeflyg, tidigare flygbolag
- Transwede, Tidigare flygbolag
- Ticket Travel Group, resebyrå[3]
- Escape Travel Group
- Kristiansand Dyrepark